# Discogloeum veronicae
Discogloeum veronicae är en svampart som först beskrevs av Marie Anne Libert, och fick sitt nu gällande namn av Franz Petrak 1929. Discogloeum veronicae ingår i släktet Discogloeum, divisionen sporsäcksvampar och riket svampar.   Inga underarter finns listade i Catalogue of Life.